# فرمان سوبوجی
فرمان سوبوجی (به ژاپنی: 惣無事令) به معنی «فرمان همه در حالت صلح» به فرمانی گفته می‌شود که در ماه دهم سال ۱۵۸۵ خطاب به دایمیوهای کیوشو در جنوب ژاپن و ماه دوازدهم در سال ۱۵۸۷ خطاب به دایمیوهای کانتو و ولایت موتسو و دِوا در شمال ژاپن، توسط تویوتومی هیده‌یوشی صادر شد و به موجب این فرمان دایمیوها از انجام نبرد برای گسترش قلمرو و مقاصد شخصی خود منع شدند. این فرمان را هیده‌یوشی پس از رسیدن به مقام کانپاکو و بنام امپراتور گو-یوزی صادر کرد. بر اساس این فرمان تمام دایمیوها سراسر کشور موظف شدند که از تویوتومی هیده‌یوشی به عنوان بالاترین مقام اجرایی کشور تبعیت و اطاعت کنند. پس از این فرمان مجازات‌های سنگینی از قبیل اعدام تمامی اعضای خانواده یا مصادره اموال برای کسانی که از این فرمان سرکشی کرده بودند اعمال شد. سه خاندانی که از این فرمان سرپیچی کردند عبارتند از:
- خاندان شیمازو، در جنوب ژاپن که برای به تبعیت درآوردن آنها لشکرکشی کیوشو (۱۵۸۵–۱۵۸۶) توسط هیده‌یوشی انجام شد.
- خاندان هوجو در منطقه کانتو که منجر به محاصره اوداوارا (۱۵۹۰) توسط هیده‌یوشی شد.
- خاندان داته در ولایت موتسو در شمال ژاپن، هر چند نافرمانی رهبر این خاندان به انجام لشکرکشی از طرف هیده‌یوشی منجر نشد ولی بسیاری از زمین‌های رهبر این خاندان داته ماسامونه مصادره شد.